# Новочеремшанск
Новочеремшанск — село в Новомалыклинском районе Ульяновской области России. Административный центр Новочеремшанского сельского поселения. Расположен на реке Большой Черемшан.

## История
Первоначально носил название Старый Салаван. Основан в 1735 году.  
В окрестностях деревни Старый Салаван, в феврале 1774 года был разгромлен отряд пугачевского атамана Ильи Арапова.   
В 1780 году, при создании Симбирского наместничества, деревня Старой Салаван, при озере, крещёных чуваш, из Ставропольского уезда Казанской губернии (1708—1781), вошла в состав Самарского уезда. 
В 1851 году деревня Старый Салаван вошла в состав 2-го стана Самарского уезда Самарской губернии. 
В конце 1920-х гг. была проложена ж/д ветка от Станции Якушка (разъезд Амировка) до станции "Степная" Старый Салаван. 
Указом Президиума Верховного Совета РСФСР от 26 июня 1940 г. населённый пункт Старый Салаван Новомалыклинского района Куйбышевской области отнесён к категории рабочих посёлков с сохранением прежнего наименования.
С 1943 года — в Ульяновской области.
Указом Президиума Верховного Совета РСФСР от 25 нюня 1962 г. переименован рабочий посёлок Старый Салаван Новомалыклинского района Ульяновской области в рабочий посёлок Новочеремшанск.
В 2003 году рабочий посёлок был преобразован в село. 
В 2005 году село стало административным центром  Новочеремшанского сельского поселения.

## Население
| 1959 | 1970  | 1979  | 1989  | 2002  | 2010  |
| ---- | ----- | ----- | ----- | ----- | ----- |
| 7980 | ↘7097 | ↘5062 | ↘3866 | ↘3323 | ↘2921 |

## Известные уроженцы, жители
- Лаврова Вера Васильевна — советский врач-хирург. Герой Социалистического Труда, с 1944 по 1985 годы — главный врач Новочеремшанской участковой больницы.
- Петрова Галина Кранидовна — певица (драматическое сопрано), актриса оперетты, народная артистка РСФСР (1983).
- Головин Пётр Петрович — советский и российский педагог. Народный учитель СССР. Жил и преподавал в селе.

## Инфраструктура
Микрорайон «Новая Стройка», хлебозавод (закрыт), новая трёхэтажная средняя школа, филиал ДААЗа (закрыт) , церковь, мечеть.

## Достопримечательности
- Лесные кварталы № 42, 43, 50, с преобладанием шиповника коричного[12]